# Masacre de Pidkamin
La Masacre de Pidkamin fue una masacre de civiles polacos cometida por el Ejército Insurgente Ucraniano (Ukrainska Povstanska Ármiya, o UPA) bajo el mando de Maksym Skorupsky (Maks), en cooperación con una unidad de la 14.ª División de Granaderos SS (una unidad integrada en las Waffen-SS y formada en su mayoría por voluntarios ucranianos). La matanza tuvo lugar entre el 12 y el 16 de marzo de 1944 y las víctimas eran residentes de etnia polaca del pueblo de Pidkamin en la región histórica de Galitzia oriental (actualmente situado en el raión de Zolochov del óblast de Ternópil en Ucrania). Durante la guerra, el área formaba parte administrativamente del Reichskommissariat Ukraine. Las estimaciones de víctimas varían ampliamente dependiendo de las fuentes, entre 150, a más de 250 y hasta 1000.

## Antecedentes
Durante la Segunda Guerra Mundial, Pidkamin, (en polaco, Podkamień), fue un refugio para los polacos de la vecina provincia de Volinia, que habían escapado de la masacre de polacos en Volinia y buscaron refugio en el monasterio dominicano local. El complejo estaba rodeado de muros y estaba ubicado en una colina que dominaba el área circundante y, como resultado, proporcionaba un refugio relativamente seguro para los refugiados. Alrededor de 2000 personas vivían en la ciudad de Podkamin y el monasterio cuando fue atacado en marzo de 1944 por la UPA en cooperación con la 14.ª División SS.

## Masacre
El primer día del ataque fue repelido por un pequeño grupo de autodefensas, y esa noche algunos de los habitantes lograron escapar. Al día siguiente, la UPA prometió perdonar la vida a los habitantes a cambio de la rendición del monasterio. Mientras se evacuaba el monasterio, la UPA abrió fuego y entró en el complejo del monasterio y masacró a varias personas, incluido los miembros del clero. Luego, los cuerpos de los muertos fueron arrojados al pozo. Posteriormente, la UPA acampó en la cercana ciudad de Pidkamin y, entre el 12 y el 16 de marzo, atacó repetidamente a las personas que se escondían en las aldeas de los alrededores. La masacre solo se detuvo el 16 de marzo cuando se acercaba el Ejército Rojo soviético, por lo que la UPA se vio obligada a retirarse del área.

## Consecuencias
Aproximadamente 100 polacos étnicos fueron asesinados en el monasterio y 500 adicionales fueron asesinados en la propia localidad de Pidkamen. En el pueblo cercano de Palikrowy, 365 polacos fueron asesinados. Grupos de milicianos ucranianos armados destruyeron el monasterio y robaron todos los objetos de valor, excepto el icono coronado del monasterio. Tadeusz Piotrowski, quien basó sus hallazgos en fuentes del Armia Krajowa polaco o de la Policía alemana, estima que el número de víctimas en el monasterio y los pueblos adyacentes ascendió a 1000. Entre los sobrevivientes se encontraba el renombrado escritor y pintor Leopold Buczkowski.